# NGC 7014
NGC 7014 (другие обозначения — PGC 66153, ESO 286-57) — эллиптическая галактика (E) в созвездии Индеец.
Этот объект входит в число перечисленных в оригинальной редакции «Нового общего каталога».